# Yoga du rêve

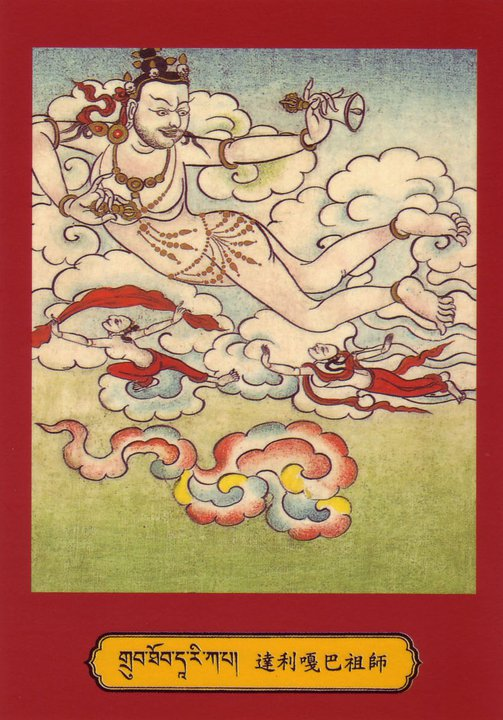
Darikapa, Mahasiddha bouddhiste du IXe siècle. Après avoir atteint la capacité de rêve lucide, une première étape courante consiste à tenter de voler dans le rêve.

Le yoga du rêve ou Milam (tibétain : རྨི་ལམ་རྣལ་འབྱོར་, Wylie : rmi lam rnal 'byor, THL : milam naljor; sanskrit : स्वप्नदर्शन, svapnadarśana) - le yoga de l'état de rêve - est une suite de sadhana tantrique avancée des lignées mantrayana entrelacées de dzogchen (nyingmapa, ngagpa, mahasiddha, kagyu et bönpo). Le yoga du rêve consiste en des processus et des techniques tantriques au sein du bardo du rêve et du sommeil des six yogas de Nāropa. Dans la tradition du tantra, la méthode du yoga du rêve est généralement transmise par un professeur qualifié à ses élèves après une nécessaire initiation. Divers lamas tibétains sont unanimes sur le fait qu'il s'agit plus d'un passage d'une expérience éclairée que d'une quelconque information textuelle.
Le « corps de rêve » et le « corps du bardo » ont été identifiés avec le « corps de vision » (tibétain : yid lus) :
Dans le bardo, on a... le yilü (Wylie : yid lus ), le corps de vision (yid, conscience ; lus, corps). C'est la même chose que le corps des rêves, le corps mental.
Dans le yoga du rêve (rmi lam, *svapna), le yogi apprend à rester conscient pendant les états de rêve (c'est-à-dire en rêve lucide) et utilise cette compétence pour pratiquer le yoga dans le rêve.

## Lignée nyingma
La lignée nyingmapa soutient qu'il existe « sept transmissions » (tibétain : bka' babs bdun), ou « courants sacrés de bénédiction et d'autonomisation » (tibétain : dam pa'i byin rlabs ) qui peuvent parcourir le courant mental d'un tantrika. La transmission est une communion de courants mentaux bien qu'au substrat il y ait une « singularité » ou « unité » de flux mental (Wylie : gcig ). Bien que l'émergence fortuite de ces sept modalités ou canaux de transmission peuvent se produire à l'état de veille si le temps, l'espace, les circonstances et la connexion karmique sont opportuns ; ils peuvent également être initiés dans un état de yoga de rêve lucide. Un type de transmission particulièrement souligné en relation avec le yoga du rêve, le symbolisme et l'iconographie, et les états de transe, est celui de la « vision pure » (tibétain : dag snang) et la perception des formes-pensées de Sambhogakaya et du simulacre du yidam.
La tradition nyingmapa se considère comme le fruit de trois courants de transmission, dont l'un est la « vision pure » qui comprend le yoga du rêve et les visions de transe sous ses auspices:
- la lignée canonique « à distance », transmise par une lignée humaine ininterrompue ;
- la lignée « proche » des trésors spirituels cachés ; et
- la lignée « profonde » de la vision pure[6].

## Lignée kagyu

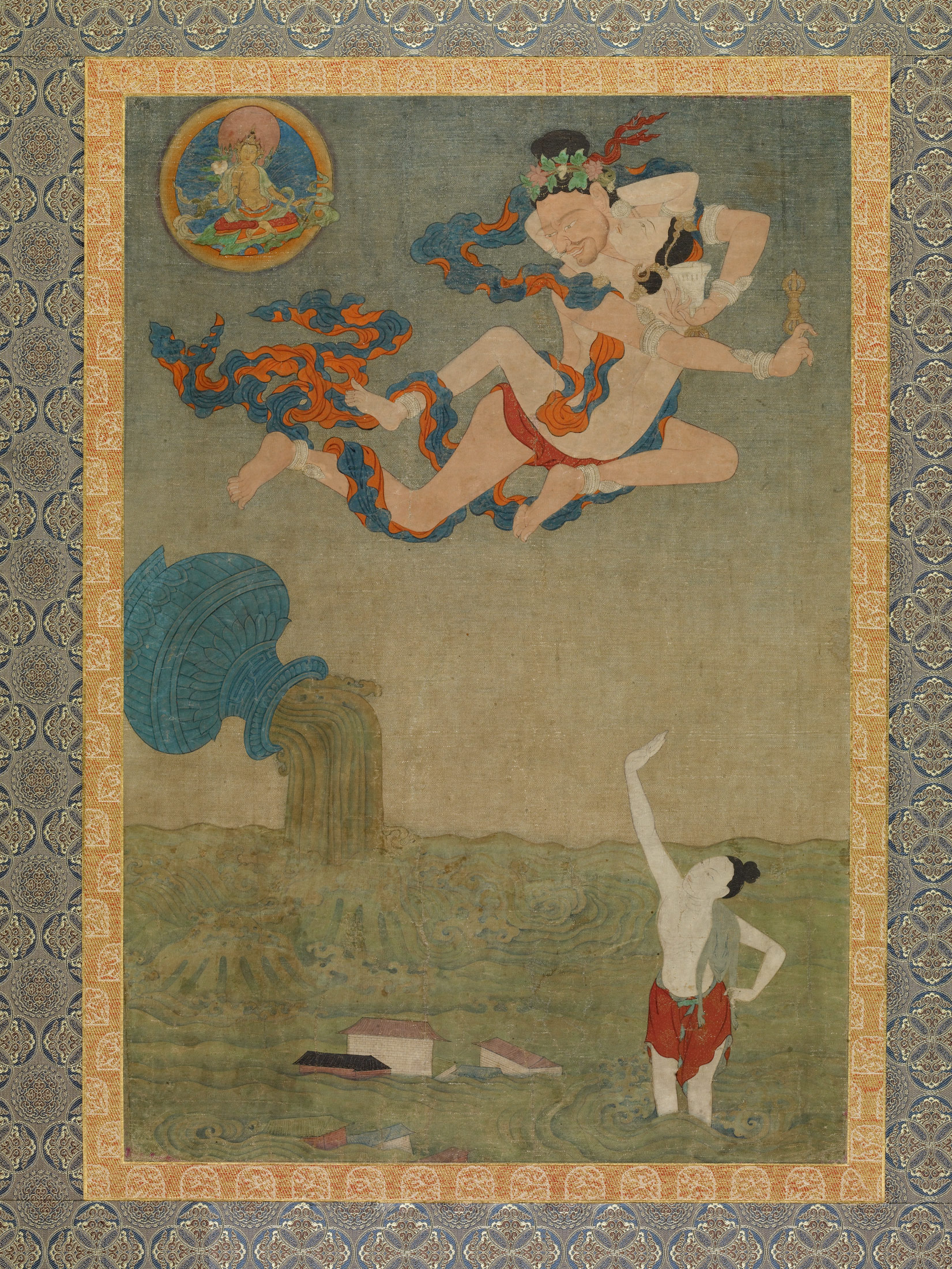
Mahasiddha Ghantapa, de l'ensemble de thangka de Situ Panchen représentant les huit grands adeptes tantriques, XVIIIe siècle.

Dans la « Lignée des Quatre Commissaires » Kagyu (tibétain: Ka-bab-shi-gyu-pa), le courant de lignée du yoga du rêve est identifié comme provenant du Dharmakaya du bouddha Vajradhara. Le Dharmakaya, synonyme de Bouddha Vajradhara, est la source de toutes les manifestations de l'illumination. De Caryapa, Tilopa (988 - 1069 CE) de la lignée dzogchen du Kham , "a reçu les instructions orales sur le yoga du rêve selon la méthode du Mahamaya-tantra ". [7] De Nagarjuna (c. 150 - 250 CE), Tilopa a reçu la lumière rayonnante (sanskrit : prabhasvara) et les enseignements du corps illusoire (sanskrit :maya deha). Le corps illusoire, la claire lumière et les sadhanas du yoga du rêve sont entrelacés.
Les instructions orales de Tilopa indiquent :
Connaissez les rêves en tant que rêves et méditez constamment sur leur signification profonde. Visualisez les syllabes germes des cinq natures avec la goutte, le nada et ainsi de suite. On perçoit des bouddhas et des champs de bouddhas. Le temps du sommeil est le temps de la méthode qui apporte la réalisation d'une grande félicité. C'est l'instruction de Lawapa.

### Présentation de Gampopa
Closely Stringed Pearls de Gampopa décrit quatre étapes séquentielles principales :
- Saisir le rêve – Devenir lucide dans le rêve. Premièrement, le yogi doit voir toutes les perceptions et pensées comme un rêve pendant la journée. Ensuite, ils doivent s'endormir allongés sur le côté droit, avec une forte détermination à reconnaître qu'ils rêvent dans le rêve. Ils visualisent une fleur de lotus à cinq syllabes qui irradient une douce lumière dans le chakra de la gorge et déplacent lentement leur conscience d'une syllabe à l'autre en s'endormant. Cela devrait produire spontanément l'expérience du rêve lucide. Dans un autre manuel de méditation de Gampopa, A Mirror Illuminating the Oral Transmission, il est demandé de visualiser une sphère de lumière entre les sourcils à la place[9].
- Entraînement - Selon Kragh, "Le yogi est ici chargé de penser à tout rêve qui surgit comme n'étant qu'un rêve et de s'y rapporter sans aucune crainte. S'il rêve d'eau, il doit s'y plonger ou la traverser. Il doit sauter dans un abîme ou s'asseoir pour être mordu par des chiens de rêve ou battu par des ennemis de rêve. Il devrait voler dans les airs, visiter les royaumes divins ou faire du tourisme en Inde."
- Bénédiction comme illusoire et se débarrasser de la peur - Ici, le yogi vérifie son esprit pendant le rêve pour voir s'il y a la moindre peur, et si c'est le cas, il devrait l'abandonner en reconnaissant qu'il n'est que dans un rêve. Une fois qu'ils ont maîtrisé le sentiment d'absence totale d'obstruction, ils ont "béni leurs rêves comme illusoires" (sgyu ma byin gyis brlabs pa).
- Méditer sur la réalité - Le yogi médite sur la réalité en "analysant que tous les états de conscience de rêve sont son propre esprit qui n'est pas né (rang gi sems skye ba med pa). Si une telle contemplation du mahamoudra ne s'est pas produite pendant la nuit, le yogi devrait à nouveau se concentrer sur les syllabes le matin après son réveil, puis se reposer dans l'état de mahamoudra."

Un autre manuel de méditation de Gampopa explique également comment le yogi devrait essayer de voir les bouddhas et les dakinis leur donner des enseignements dans leurs rêves, et comment cela donne lieu à la bénédiction. Il recommande également de pratiquer la respiration kumbhaka avant de dormir.

## Lignée gelug
Dans le système de Tsongkhapa, il est nécessaire de se familiariser avec le tummo, l'éclat/la claire lumière et les pratiques corporelles illusoires avant de pratiquer le yoga du rêve (qu'il considère comme une extension du yoga corporel illusoire). Selon Tsongkhapa, avant de pratiquer le yoga du rêve, il faut d'abord maîtriser le yoga consistant à conserver l'éclat/claire lumière qui apparaît au moment de s'endormir (en expérimentant les visions, etc.) comme expliqué ci-dessus. Si l'on pratique cela avant de dormir, lorsqu'un rêve se produit, on réalisera que l'on est dans un rêve .
Le yoga du rêve dans le système de Tsongkhapa se compose de quatre entraînements : "apprendre à conserver [la présence consciente pendant] les rêves ; contrôler et augmenter les rêves ; surmonter la peur et s'entraîner à la nature illusoire des rêves ; et méditer sur la nature des rêves."
La pratique du yoga du rêve commence par l'acquisition de la capacité de reconnaître que l'on rêve dans le rêve. Si l'on ne réussit pas à reconnaître son rêve par la pratique consistant à conserver l'éclat du sommeil, "il faut cultiver une forte résolution pour conserver la conscience dans l'état de rêve. De plus, on médite sur les chakras, en particulier celui de la gorge. ""  Si l'on peut prendre cette résolution de reconnaître son rêve fort et continu tout au long de la journée, on pourra reconnaître son rêve. On peut également pratiquer les méditations de visualisation sur les chakras de la gorge et du front pendant la journée afin d'améliorer ses capacités la nuit. On peut aussi méditer sur soi-même en tant que divinité, et sur le gourou yoga, offrant des prières afin que l'on puisse expérimenter des rêves clairs.
Tsongkhapa mentionne diverses méditations à faire avant de s'endormir. Dans le premier, on génère une vision de soi en tant que divinité ainsi qu'une vision de son gourou, et on prie le gourou de reconnaître le rêve et ainsi de suite. Ensuite, on visualise un petit lotus rouge à quatre pétales dans le chakra de la gorge, avec un Ah ou Om au centre. Il mentionne que dans une autre tradition, il est enseigné que l'on médite sur cinq syllabes (OM, AH, NU, TA, RA), avec une au centre et les quatre autres autour. On se concentre successivement sur chacun d'eux. La deuxième méthode consiste à prier comme auparavant et à méditer sur une goutte blanche rayonnante de la taille d'une graine de moutarde entre les sourcils. Ensuite, on effectue sept respirations de vase et on s'endort.
On peut aussi méditer sur le chakra du cœur avant de dormir. Selon Tsongkhapa, s'il est trop difficile de reconnaître que l'on rêve, cela signifie que l'on a le sommeil profond et qu'il faut donc passer au chakra de la couronne. Cela allégera son sommeil. Si cela rend le sommeil difficile, alors on peut se concentrer sur le chakra à l'extrémité du pénis et y unir les vents vitaux 21 fois à travers le kumbhaka.
Une fois que l'on a reconnu le rêve, on peut commencer à apprendre à le contrôler. On s'exerce d'abord à contrôler des éléments de base comme voler, aller au paradis, voyager dans les champs de bouddha etc. On peut aussi s'entraîner à "augmenter", c'est-à-dire à multiplier les objets de rêve, y compris son corps, en de nombreux doublons. La pratique du contrôle des vents vitaux améliorera sa capacité à contrôler le rêve.
L'étape suivante consiste à s'entraîner à devenir intrépide en faisant tout ce qui pourrait tuer une personne dans le monde non-rêve, comme sauter dans l'eau ou le feu. On peut l'utiliser pour méditer sur la nature vide des rêves et reconnaître leur nature illusoire.
Enfin, on médite sur la telleté dans le rêve. On se visualise comme la divinité, avec un HOUM au cœur, rayonnant de lumière partout. Cette lumière fond tout dans le rêve en lumière, qui est attirée dans le HUM. Le corps fond également et est aspiré dans le HUM. Ensuite, le HUM se dissout dans la radiance/claire lumière, et on se repose dans l'état de radiance.